# Francisco Varallo
Francisco Varallo (La Plata, Argentine, 5 février 1910 - La Plata, 30 août 2010) est un footballeur argentin. 
En 2010, à l'âge de cent ans, il est le dernier survivant de la coupe du monde 1930 en Uruguay au cours de laquelle il participe à la finale perdue contre l'Uruguay. Il est donc « contemporain » des 19 premières éditions du Mondial.

## Jeunesse
Francisco Varallo est né à La Plata en Argentine. Très tôt, Varallo est surnommé Cañoncito (« le Petit Canon »). 
En 1928, à l'âge de dix-huit ans, Varallo fait un essai à l'Estudiantes de La Plata. Malgré treize buts inscrits en trois matches, les dirigeants du 12 de Octubre, son précédent club, préfèrent le transférer dans un club dont ils sont supporters : le Gimnasia y Esgrima de La Plata. Pour son premier match avec la troisième équipe du Gimnasia, il marque les neuf buts de son équipe (victoire 9-1). Une semaine plus tard, il intègre l'équipe première et joue en 1re division argentine. Il gagne le Championnat Amateur en 1929.

## Boca Juniors
Après la Coupe du monde 1930, il est transféré au Boca Juniors où il joue de 1931 à 1939. Il gagne le Championnat en 1931, 1934 et 1935 et finit second en 1933 en marquant un record de 34 buts pour la zone sud-américaine cette année-là.
Pendant les neuf années qu'il passe au Boca, il établit un nouveau record du nombre de buts marqués pour le club avec 184 buts en seulement 222 matches. Son record de buts n'a été battu qu'en 2009 par Martín Palermo (214 buts en 349 matches, record en cours). Roberto Cherro reste cependant le meilleur buteur de toute l'histoire du club si on inclut la période amateur.
Varallo formait un trio d'attaquants redoutables avec ses coéquipiers Roberto Cherro et Delfín Benítez Cáceres qui ont chacun marqué plus de cent buts pour le club.
En 1938, il n'a pu jouer qu'un seul match en raison d'une blessure au genou et, bien qu'ayant repris un rythme plus régulier la saison suivante, il décide d'arrêter sa carrière en 1940 à l'âge de 30 ans.

## Carrière internationale
Francisco Varallo participe à la première édition de la coupe du Monde, en Uruguay, gagnée par le pays hôte. Avec l'Argentine, il se hisse en finale, perdue 4 à 2.
Varallo est l'ultime survivant des 22 joueurs de la finale. Il meurt centenaire en 2010.
Varallo fait partie intégrante de l'équipe nationale argentine qui s'est imposée en Copa América en 1937, en marquant trois buts au cours du tournoi, dont deux buts lors de la victoire 2-1 contre le Chili.

## Palmarès
| Saison | Équipe                              | Titre             |
| ------ | ----------------------------------- | ----------------- |
| 1929   | Club de Gimnasia y Esgrima La Plata | Primera División  |
| 1931   | CA Boca Juniors                     | Primera División  |
| 1934   | CA Boca Juniors                     | Primera División  |
| 1935   | CA Boca Juniors                     | Primera División  |
| 1937   | Argentine                           | Copa América 1937 |

## Records
- 1933 : meilleur buteur en Argentine et en Amérique du Sud avec 34 buts
- 2d buteur du club de Boca Juniors avec 181 buts (record détenu par Martín Palermo depuis 2009).
- Ordre du mérite FIFA 1994.
- Il était le dernier joueur vivant de la Coupe du monde 1930.

## Seconde carrière
Malgré de nombreux succès au cours de sa carrière, c'est pour sa place de finaliste de la Coupe du monde qu'il est le plus connu. Il acquiert une notoriété encore plus importante pour avoir survécu aux 21 autres joueurs de la finale. En 1994, Varallo reçoit l'Ordre du Mérite de la FIFA pour ses contributions au football.
À la fin des années 1990, Varallo plaisante en disant qu'il devrait sortir de sa retraite pour garder son record du buts au Boca.